# Florentin Ermurache
Florentin Ermurache (Bucarest, 30 aprile 1960) è un ex cestista rumeno.

## Carriera
Con la Romania ha disputato due edizioni dei Campionati europei (1985, 1987).